# Raspaciona robusta
Raspaciona robusta är en svampdjursart som beskrevs av Sarà 1958. Raspaciona robusta ingår i släktet Raspaciona och familjen Raspailiidae. Inga underarter finns listade i Catalogue of Life.